# Виноградов, Владимир Викторович (гистолог)
Владимир Викторович Виноградов (1930—1990) — советский учёный и педагог, в области физиологии и гистологии, доктор медицинских наук, профессор, член-корреспондент АМН СССР (1991). Директор Института физиологии СО АМН СССР (1988—1990).

## Биография
Родился 12 марта 1930 года в Новосибирске. 
С 1949 по 1954 год обучался в Новосибирском государственном медицинском институте. С 1954 по 1960 год на клинической и педагогической работе в Новосибирском государственном медицинском институте в качестве клинического ординатора, врача-лаборанта и ассистента по кафедре гистологии.
С 1960 года работал в системе СО АН СССР. С 1960 по 1961 год на научной работе в Институте экспериментальной биологии и медицины СО АН СССР в должности младший научный сотрудник лаборатории гистохимии. С 1961 по 1973 год на научной работе в Институте физиологии СО АН СССР в должности — старший научный сотрудник, с 1968 по 1973 год — заведующий лаборатории гистофизиологии. 
С 1974 по 1990 год на научной работе в Институте физиологии СО АМН СССР в должностях: с 1974 по 1988 год — заместитель  директора по научной работе, с 1988 по 1990 год — директор этого научного института.

### Научно-педагогическая деятельность
Основная научно-педагогическая деятельность В. В. Виноградова была связана с вопросами в области физиологии и гистологии, изучения медико-биологических проблем вахтовой организации труда в новых районах промышленного освоения Крайнего Севера и Востока, изучения роли соединительной ткани в процессе видовой и индивидуальной адаптации, а так же физиологических механизмов адаптации к природным факторам среды. Под его руководством были разработаны морфологические критерии эффективности курортных факторов Сибири при лечении хронических циркуляторных и воспалительных нарушений.
В 1955 году защитил кандидатскую диссертацию, в 1968 году защитил диссертацию на соискание учёной степени доктор медицинских наук по теме: «Формирование межклеточного вещества соединительной ткани в процессе её гистогенеза и репаративной регенерации: (Морфология, гистохимия, электронная микроскопия)», в 1976 году ему было присвоено учёное звание профессора. В 1986 году он был избран член-корреспондентом АМН СССР. Под руководством В. В. Виноградова было написано около ста пятнадцати научных работ, в том числе двух монографий.
Скончался 22 декабря 1990 года в Новосибирске.